# Teoria quàntica de camps algebraica
La teoria quàntica algebraica de camps (AQFT) és una aplicació a la física quàntica local de la teoria C*-àlgebra. També conegut com el marc axiomàtic de Haag-Kastler per a la teoria quàntica de camps, perquè va ser introduït per Rudolf Haag and Daniel Kastler (1964). Els axiomes s'especifiquen en termes d'àlgebra donada per a cada conjunt obert a l'espai de Minkowski, i mapes entre aquests.

## Axiomes de Haag-Kastler
Deixar {\displaystyle {\mathcal {O}}} ser el conjunt de tots els subconjunts oberts i acotats de l'espai de Minkowski. Una teoria quàntica de camps algebraica es defineix mitjançant un conjunt {\displaystyle \{{\mathcal {A}}(O)\}_{O\in {\mathcal {O}}}} de l'àlgebra de von Neumann {\displaystyle {\mathcal {A}}(O)} en un espai comú de Hilbert {\displaystyle {\mathcal {H}}} satisfent els següents axiomes:
- Isotonia: {\displaystyle O_{1}\subset O_{2}} implica {\displaystyle {\mathcal {A}}(O_{1})\subset {\mathcal {A}}(O_{2})}.
- Causalitat: si {\displaystyle O_{1}} és com un espai separat de {\displaystyle O_{2}}, doncs {\displaystyle [{\mathcal {A}}(O_{1}),{\mathcal {A}}(O_{2})]=0}.
- Covariància de Poincaré: una representació unitària fortament contínua {\displaystyle U({\mathcal {P}})} del grup Poincaré {\displaystyle {\mathcal {P}}} activat {\displaystyle {\mathcal {H}}} existeix tal que {\displaystyle {\mathcal {A}}(gO)=U(g){\mathcal {A}}(O)U(g)^{*},\,\,g\in {\mathcal {P}}.}
- Condició de l'espectre: l'espectre conjunt {\displaystyle \mathrm {Sp} (P)} de l'operador d'energia-impuls {\displaystyle P} (és a dir, el generador de traduccions espai-temps) està contingut en el con de llum tancat cap endavant.
- Existència d'un vector de buit: Un vector cíclic i invariant de Poincaré {\displaystyle \Omega \in {\mathcal {H}}} existeix.

Les àlgebres netes {\displaystyle {\mathcal {A}}(O)} s'anomenen àlgebres locals i àlgebra C* {\displaystyle {\mathcal {A}}:={\overline {\bigcup _{O\in {\mathcal {O}}}{\mathcal {A}}(O)}}} s'anomena àlgebra quasilocal.

## Formulació teòrica de categories
Sigui Mink la categoria de subconjunts oberts de l'espai de Minkowski M amb mapes d'inclusió com a morfismes. Ens dona un functor covariant {\displaystyle {\mathcal {A}}} de Mink a uC*alg, la categoria d'àlgebres C* unitals, de manera que cada morfisme de Mink s'assigna a un monomorfisme en uC*alg (isotonia).
El grup Poincaré actua contínuament sobre Mink. Hi ha un retrocés d'aquesta acció, que és contínua en la topologia norma de {\displaystyle {\mathcal {A}}(M)} (covariància de Poincaré).
L'espai de Minkowski té una estructura causal. Si un conjunt obert V es troba en el complement causal d'un conjunt obert U, aleshores la imatge dels mapes
{\displaystyle {\mathcal {A}}(i_{U,U\cup V})}
i
{\displaystyle {\mathcal {A}}(i_{V,U\cup V})}
desplaçament (commutativitat semblant a l'espai). Si {\displaystyle {\bar {U}}} és la finalització causal d'un conjunt obert U, doncs {\displaystyle {\mathcal {A}}(i_{U,{\bar {U}}})} és un isomorfisme (causalitat primitiva).
Un estat respecte a una àlgebra C* és una funcional lineal positiva sobre ella amb norma unitat. Si tenim un estat acabat {\displaystyle {\mathcal {A}}(M)}, podem agafar la " traça parcial " per obtenir els estats associats {\displaystyle {\mathcal {A}}(U)} per a cada conjunt obert mitjançant el monomorfisme net. Els estats sobre els conjunts oberts formen una estructura de prefabricat.
Segons la construcció GNS, per a cada estat, podem associar una representació espacial de Hilbert {\displaystyle {\mathcal {A}}(M).} Els estats purs corresponen a representacions irreductibles i els estats mixtes corresponen a representacions reductibles. Cada representació irreductible (fins a l'equivalència) s'anomena sector de superselecció. Suposem que hi ha un estat pur anomenat buit de manera que l'espai de Hilbert associat a ell és una representació unitària del grup de Poincaré compatible amb la covariància de Poincaré de la xarxa de manera que si ens fixem en l'àlgebra de Poincaré, l'espectre respecte a l'energia -l'impuls (corresponent a les traduccions de l'espai-temps ) es troba al con de llum positiu i al seu interior. Aquest és el sector del buit.

## QFT en l'espai-temps corbat
Més recentment, l'enfocament s'ha implementat encara més per incloure una versió algebraica de la teoria quàntica de camps en l'espai-temps corbat. De fet, el punt de vista de la física quàntica local és especialment adequat per generalitzar el procediment de renormalització a la teoria de camps quàntics desenvolupada sobre fons corbats. S'han obtingut diversos resultats rigorosos sobre QFT en presència d'un forat negre.